# Romersk ekspansion i Italien
Den romerske ekspansion i Italien dækker over en række konflikter, hvor Rom voksede fra at være en lille italiensk bystat til at blive den herskende magt over den italienske region. Romersk tradition tilskriver de romerske konger den første krig mod sabinerne og de første erobringer omkring Albanerbjergene og ned til kysten af Latium. Etableringen af den Romerske Republik efter kongerigets fald i 509 f.Kr. igangsatte en række større krige mellem romerne og etruskerne. I 390 f.Kr. plyndrede gallerne fra det nordlige Italien Rom. I anden halvdel af det 4. århundrede f.Kr. stødte Rom gentagne gange sammen med samniterne – en magtfuld stammekoalition i Appenninerne.
Mod slutning af disse krige var Rom blevet den mest magtfulde stat i det centrale Italien og begyndte at udvide sig mod nord og mod syd. Den sidste trussel mod det romerske hegemoni kom under den Pyrrhiske Krig (280-275 f.Kr.), da Tarentum fik hjælp fra den græske konge Pyrrhos af Epiros til at føre krig. Modstanden i Etrurien blev endeligt knust i 265-264 f.Kr., hvilket var samme år som den Første Puniske Krig begyndte og bragte romerske styrker uden for den italienske halvø for første gang. Fra og med den Første Puniske Krig (264-241 f.Kr.) omfattede de områder, der var underlagt romersk herredømme, også Sicilien (241 f.Kr.), Sardinien og Korsika (238 f.Kr.), øer omdannet til romerske provinser.
Senere, i forbindelse med den Anden Puniske Krig (218-202 f.Kr.), fortsatte Rom også med at underlægge sig de keltiske områder nord for Appenninerne i Cisalpine Gallien (fra 222 til 200 f.Kr.) og derefter nabobefolkningerne veneterne (mod øst) og ligurerne (mod vest) indtil foden af Alperne. Med afslutningen af perioden med borgerkrige (44-31 f.Kr.) foretog Augustus erobringen af de alpine dale (fra Aosta-dalen til Arsia-floden i Istrien) fra 16 f.Kr. til 7 f.Kr. og fuldendte erobringen af den italienske region. Efter erobringen af Alperne, og dermed hele det italienske område, opdelte han Italien i 11 regioner (ca. 7 e.Kr.). Erobrede områder blev indlemmet i den voksende romerske stat på en række måder: jordkonfiskationer, etablering af coloniae, tildeling af helt eller delvist romersk statsborgerskab og militæralliancer med nominelt uafhængige stater. Den vellykkede erobring af Italien gav Rom adgang til en stor arbejdsstyrke og befolkning, der var uovertruffen af nogen samtidig stat, og banede vejen for den eventuelle romerske indblanding i hele Middelhavsverdenen.

## Baggrund
Navnet på oldtidens folk i Italien betegner de befolkninger, der bosatte sig på den italienske halvø i jernalderen og før den romerske ekspansion og erobring af Italien. Mange af navnene er enten forskellige lærdes opfindelser eller exonymer tildelt af antikkens forfattere i deres værker på græsk og latin.
Med hensyn til de specifikke navne på bestemte italienske stammer i oldtiden og folk, der levede i Italien før romerne, så er det først fra omkring 750 f.Kr. og frem til omkring 200 f.Kr., at vi har nogenlunde sikre oplysninger om deres navne. Det er i denne periode, at de første historiske kilder, der nævner disse folk, dukker op. Efter 200 f.Kr. blev disse folk i høj grad en del af det romerske samfund og mistede deres gamle navne og traditioner (der skete en assimilering af de italienske folk i den romerske kultur).
Næsten alle disse folk og stammer talte indoeuropæiske sprog: italikere, keltere, oldgrækere og stammer, der sandsynligvis indtog forskellige mellempositioner mellem disse sprogfamilier. På den anden side talte nogle italienske folk (såsom rætierne, camunerne og etruskerne) sandsynligvis ikke-indoeuropæiske eller præ-indoeuropæiske sprog. Derudover bosatte og koloniserede folk, der talte afroasiatiske sprog, specifikt de overvejende semitiske fønikere og karthaginere, nogle kystdele af Italien (især i det østlige og sydlige Sardinien og det vestlige Sicilien).
Nogle forskere mener, at mange folk talte ikke-indoeuropæiske sprog. Nogle af dem var præ-indoeuropæere eller paleoeuropæere, mens Giacomo Devoto foreslog definitionen af peri-indoeuropæiske (dvs. alt, der har hybride karakteristika mellem indoeuropæisk og ikke-indoeuropæisk).

## Romersk erobring afLatium vetus(753-341 f.Kr.)
Den traditionelle romerske fortælling om grundlæggelsen af Rom som en lille stammelandsby til slutningen af det Romerske Kongeriges tid med faldet af Roms konger er den mindst bevaret fortælling. Selvom den romerske historiker Livius i sit værk Ab Urbe condita lister en række på syv konger af Rom, fra den første bosættelse til de første år, er de første fire "konger" (Romulus, Numa Pompilius, Tullus Hostilius og Ancus Martius) næsten helt sikkert helt apokryfe. Historikere antager, at før etableringen af etruskisk herredømme over Rom under Tarquinius Priscus – den femte konge i traditionen – var Rom blevet ledet af en eller anden form for religiøs autoritet. I henhold til traditionen befæstede Romulus en af Roms syv høje – Palatinerhøjen – efter at have grundlagt byen, og Livius hævder, at kort efter grundlæggelsen var Rom "lige med nogen af de omkringliggende byer i militær dygtighed".
Under de etruskiske konger – Tarquinius Priscus, Servius Tullius og Tarquinius Superbus – udvidede Rom sit territorium i den nordvestlige retning og kom i konflikt med Veii (nordøst for Tiberen) efter udløbet af den traktat, der afsluttede den tidligere krig. Tarquinius Priscus kæmpede mod sabinerne (ca. 585/584 f.Kr.), hvilket hans efterfølger Servius Tullius også gjorde. Priscus opnåede en triumf over latinerne (han købte byerne Corniculum og Collatia fra den romerske stat) og etruskerne (den 1. april 588/587 f.Kr.). Servius Tullius opnåede også en dobbelt triumf over sidstnævnte (den 25. november 571/570 f.Kr. og den 25. maj 567/566 f.Kr.). Og endelig skriver Strabon om, at Tarquinius Priscus altid ødelagde mange byer i Aequi. Den sidste konge af Rom – Tarquinius Superbus – var den første til at kæmpe mod volskerne og derefter undertrykke mange byer i Latium vetus og slutte fred med etruskerne. Til sidst blev de etruskiske konger væltet i forbindelse med en bredere fratagelse af etruskisk magt i regionen i samme periode, og Rom – hvis besiddelser ikke strakte sig længere end 25 km fra byen – indførte et republikansk system.